# Bauhinia saccocalyx
Bauhinia saccocalyx là một loài thực vật có hoa trong họ Đậu. Loài này được Pierre miêu tả khoa học đầu tiên.